# Georg Alfred Stockburger

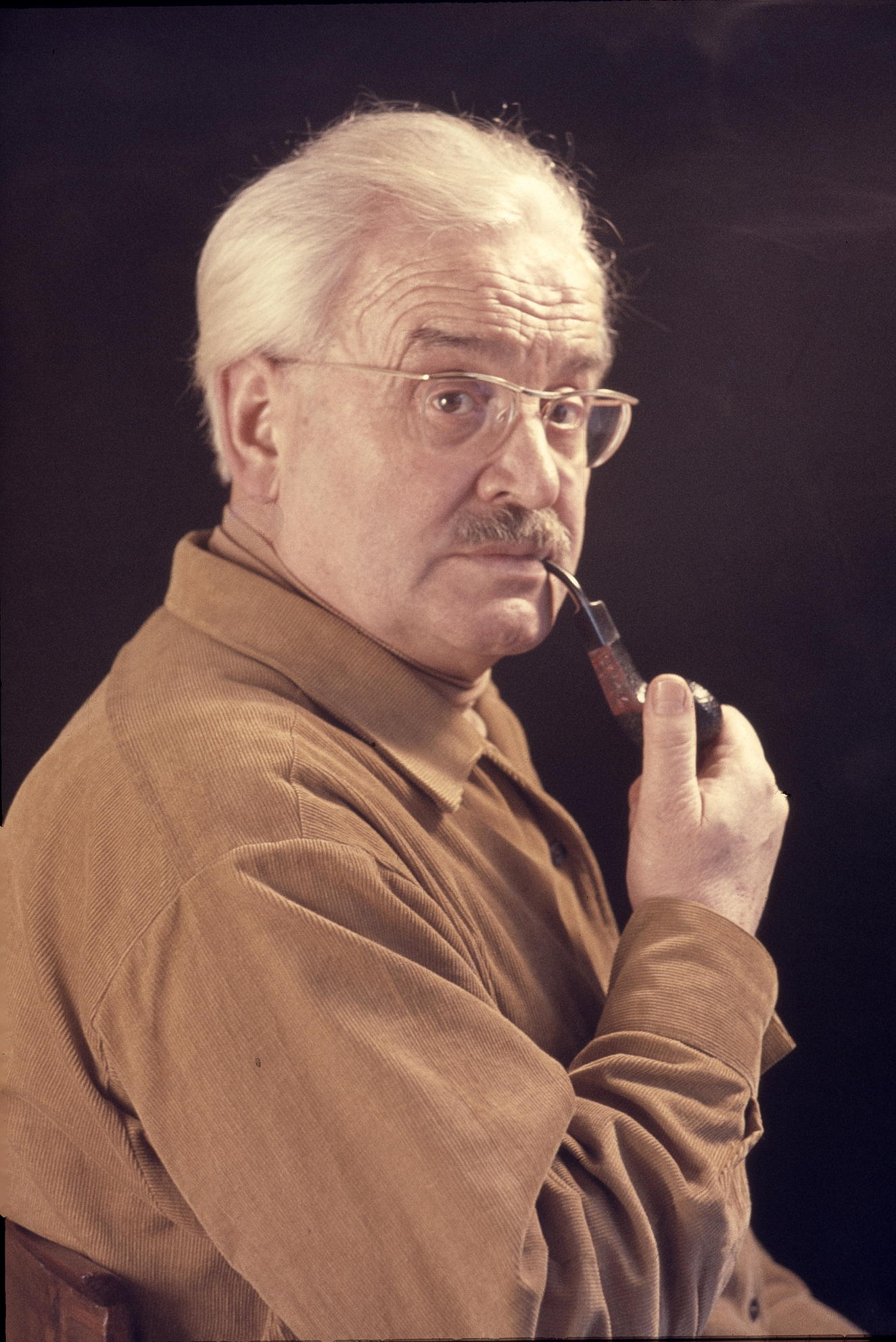
Georg Alfred Stockburger (1961)

Georg Alfred Stockburger (* 12. Mai 1907 in Wankheim (heute ein Ortsteil von Kusterdingen); † 5. April 1986 in Tübingen) war ein deutscher Maler, Zeichner und Grafiker des Expressionismus. Als Grafiker bediente er sich der Druckverfahren Lithografie, Holzschnitt und Kupferstich bzw. Radierung. Er konnte nur in seiner Freizeit künstlerisch tätig sein. Von Beruf war er Arzt. Die Werke Stockburgers werden zum abgewandelten Expressionismus oder Expressiven Realismus gerechnet.

## Leben und Werk

### Jugend
Georg Alfred Stockburger wurde als fünftes und letztes Kind des Lehrers Johann Georg Stockburger (* 12. November 1864; † 18. November 1947) und seiner Frau Anna Maria geb. Strobel (* 8. November 1868; † 15. Dezember 1925) geboren. Um den Kindern möglichst gute Bildungsmöglichkeiten zu sichern, zog die Familie 1909 zunächst nach Böblingen und 1913 nach Tübingen. In Tübingen besuchte Stockburger die dortige Oberrealschule (das heutige Kepler-Gymnasium).

### Ausbildung, Studium und Berufsverbot

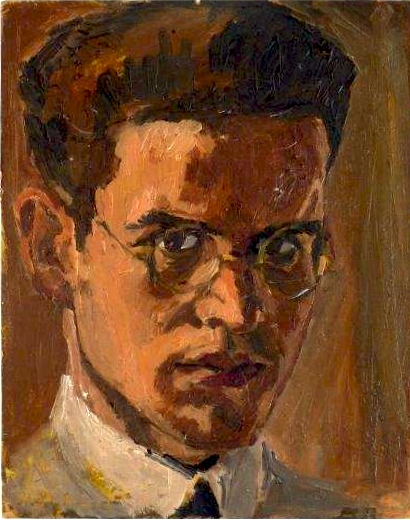
Georg Alfred Stockburger: Jugendliches Selbstbildnis, 1925

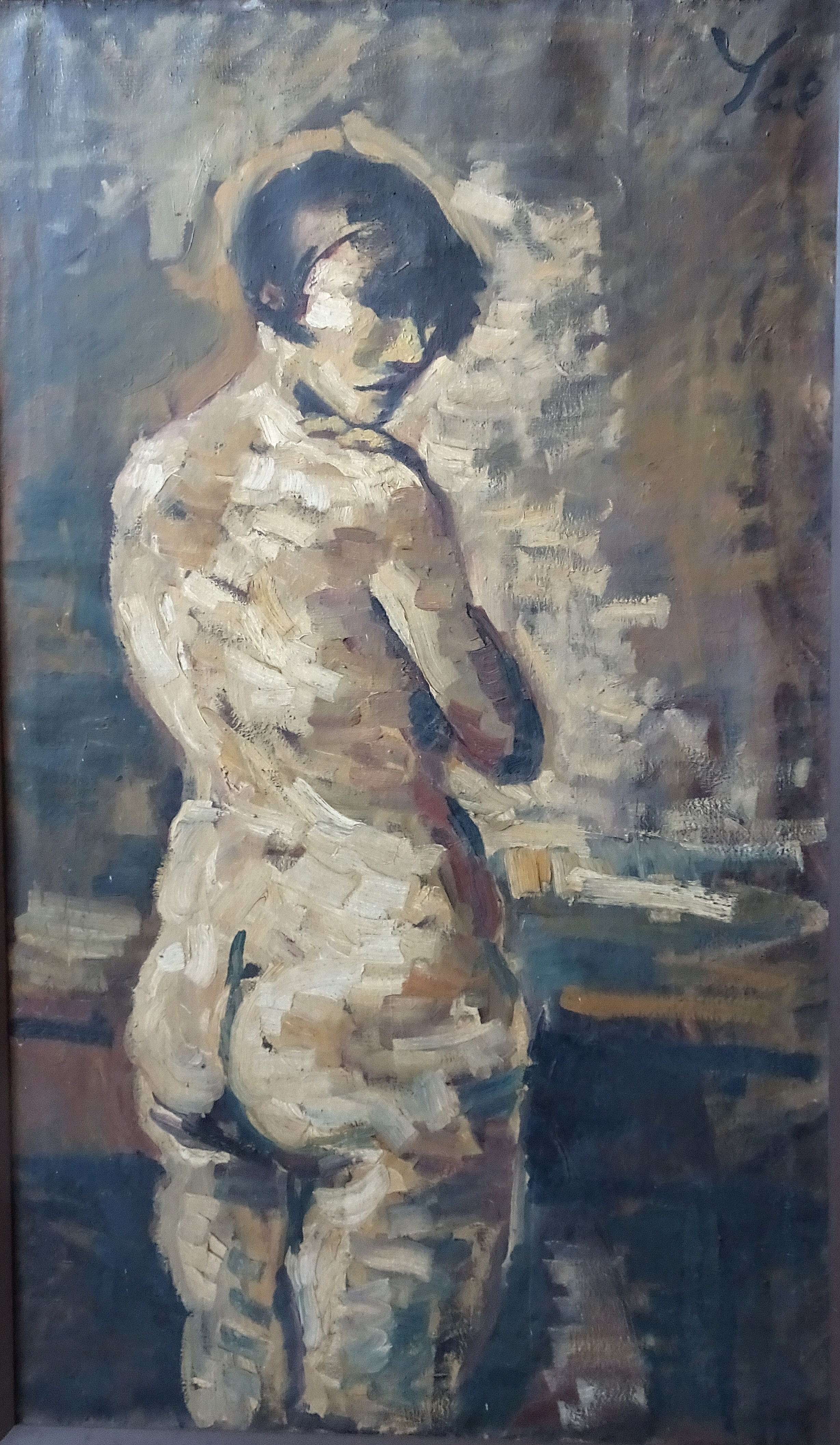
Georg Alfred Stockburger: Akt: Frau vor Spiegel (Ölbild aus der Akademiezeit, 1928)

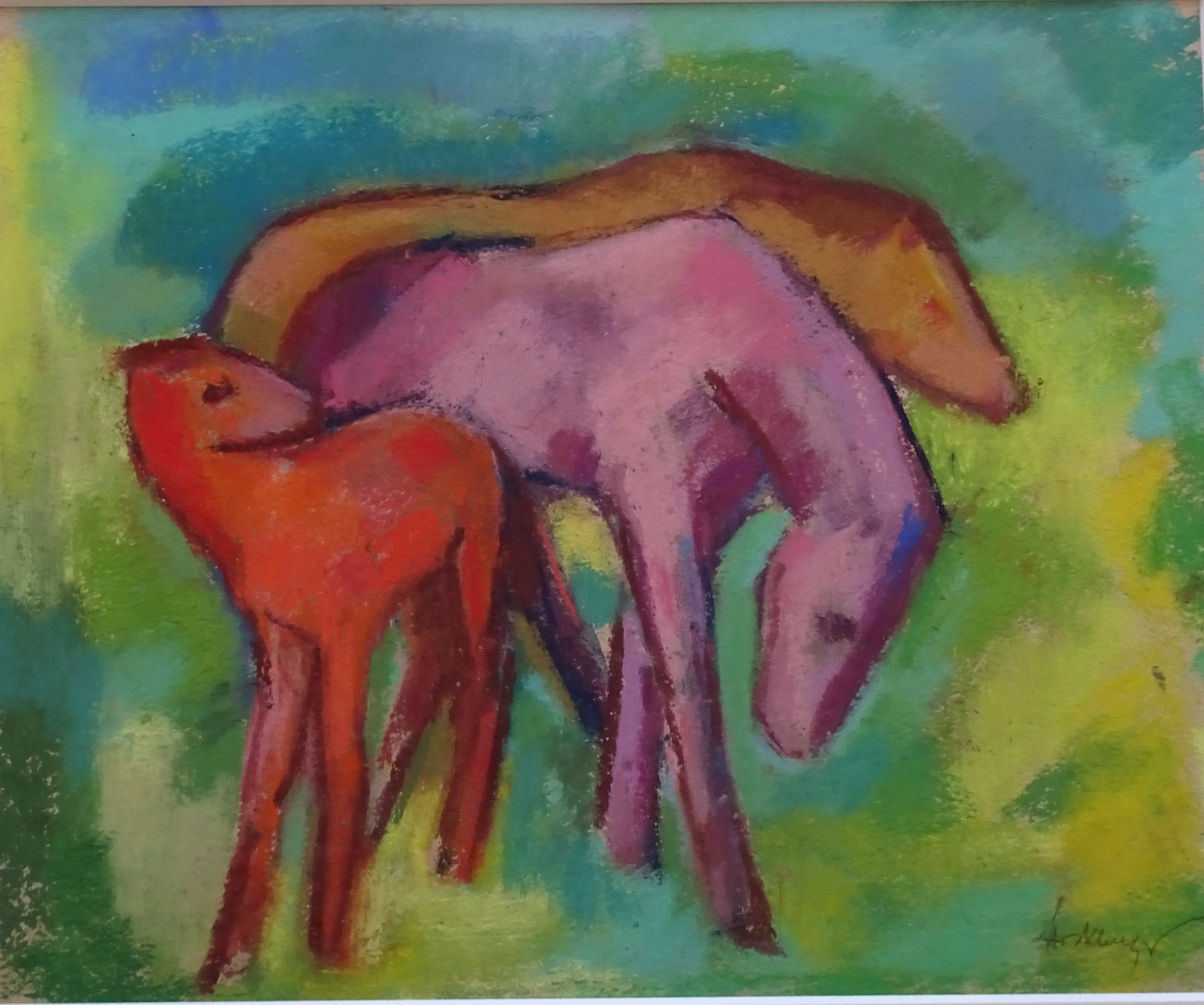
Georg Alfred Stockburger: Pferde

Im Sommersemester 1925 begann Stockburger auf Wunsch seines Vaters ein Medizinstudium an der Universität Tübingen. In diesem ersten Semester belegte er auch einen Kurs am Zeicheninstitut der Universität. Das jugendliche Selbstbildnis von 1925 ist an diesem Institut entstanden. Es ist das älteste noch erhaltene Bild Stockburgers. Ein spätes, um 1981 entstandenes Selbstbild auf einer Lithografieplatte, das letzte Selbstbildnis des Malers überhaupt, wird am Ende des Artikels präsentiert. Der Universitätszeichenlehrer Heinrich Seufferheld erkannte sein malerisches Talent  und ermunterte ihn zu ersten Werken. Bereits im Herbst 1925 wechselte er auf entschiedene Fürsprache seiner Mutter hin, jedoch gegen das Versprechen gegenüber seinem Vater, nach dem Abschluss einer künstlerischen Ausbildung als Lehrer an eine Schule zu gehen, an die Kunstakademie Stuttgart. Hier studierte er unter anderem bei Hans Spiegel, Robert Breyer, Alexander Eckener und Gottfried Graf. Der Schweizer Maler Heinrich Altherr, der für einige Zeit auch Direktor der Stuttgarter Akademie war, wurde sein Mentor und wichtigstes Vorbild dieser Zeit. 1928 wurden auf Empfehlung der Juroren Karl Hofer und Emil Nolde Bilder von Georg Alfred Stockburger in einer Ausstellung des Deutschen Künstlerbundes in Hannover ausgestellt. Stockburger war Mitglied der Stuttgarter Sezession, seit 1929 auch der Stuttgarter Neuen Sezession und der sogenannten „Stuttgarter Juryfreien“. Mehrfach wurden Stockburger-Bilder in Stuttgart und Berlin ausgestellt. Im selben Jahr brach er das Kunststudium ab, ging nach Berlin und versuchte, sich dort als freier Künstler zu etablieren. Hier folgte er seinen Vorbildern Käthe Kollwitz, Ernst Barlach und vor allem Edvard Munch, deren stark emotional aufgeladener Expressionismus seinem eigenen Kunstwollen entsprach.
Die Schwierigkeiten, sich als freier Künstler in Berlin zu etablieren, gesundheitliche Probleme und die gesellschaftlichen und politischen Umbrüche nach der Machtergreifung Adolf Hitlers in Berlin führten zum Entschluss, 1934 zurück nach Stuttgart zu gehen. Stockburger weigerte sich beharrlich, in die nationalsozialistische, gleichgeschaltete Reichskulturkammer einzutreten. Gegen das NS-Kulturprogramm, das einen propagandistischen, heroischen Pseudo-Klassizismus forderte, bestimmte Stockburger seine künstlerische Aufgabe folgendermaßen: „Ich habe ein Leitmotiv in meinem Wollen: Pflicht zur Wahrheit, denn Wahrheit ist Schönheit.“ Stockburger griff 1934 in seiner Verteidigungsrede mit der Bestimmung der Kunst als „Wahrheit“ intuitiv auf Martin Heideggers „Ursprung des Kunstwerkes (1935)“ vor und zurück, das in Vorstudien bereits ab 1931 vorlag. „Wahrheit“ (altgriechisch ἀλήθεια, „aletheia“) wörtlich: „Entbergung“ geht immer mit „Verbergung“ oder „Verbergen“ (altgriechisch λήθω) einher. „Entbergung“ und „Verbergung“ bilden das Zusammenspiel gegenläufiger Grundtendenzen, die im Wesen der Kunst oder des Kunstwerkes selbst liegen. Kunst steht, prozessiert und aktualisiert sich immer in sich und aus sich. Kunst kann niemals als Doktrin (auch nicht als Doktrin eines genialen Künstlers) vorgegeben werden. Nach einer solchen Ästhetik der Wahrheit kann es auch prinzipiell keine „entartete Kunst“ geben. In ähnlicher Weise legte später auch Hans-Georg Gadamer dieses Ästhetik-Konzept aus. Stockburger griff diesen 1934 in der Zeit liegenden Begriff des Kunstwerkes, in dem Schönheit und Wahrheit zusammenfallen, in seiner Verteidigung auf.
Als Gegner des Nationalsozialismus verlor Stockburger auch in Stuttgart alle Arbeits- und Ausstellungsmöglichkeiten und wurde als entarteter Künstler disqualifiziert. Stockburger gab aufgrund der gegebenen politischen Situation die Malerei als Beruf auf und setzte 27-jährig sein Medizinstudium in Tübingen und 1939 für ein Semester in München fort. Als Künstler ging Stockburger anders als der ihm als Sezessionskollege gut bekannte Reinhold Nägele, der 1939 in die USA emigrierte, in die innere Emigration.

### Zweiter Weltkrieg

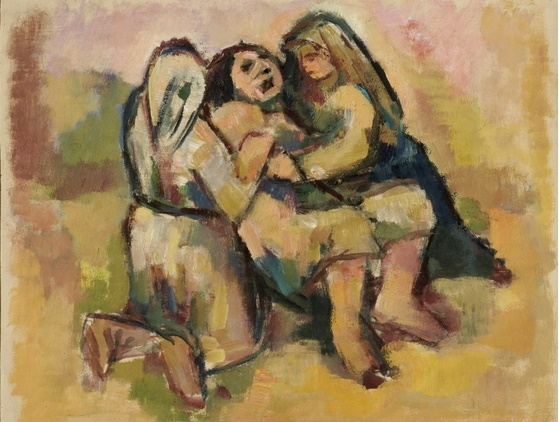
Georg Alfred Stockburger: Drei russische Frauen, 1950er Jahre

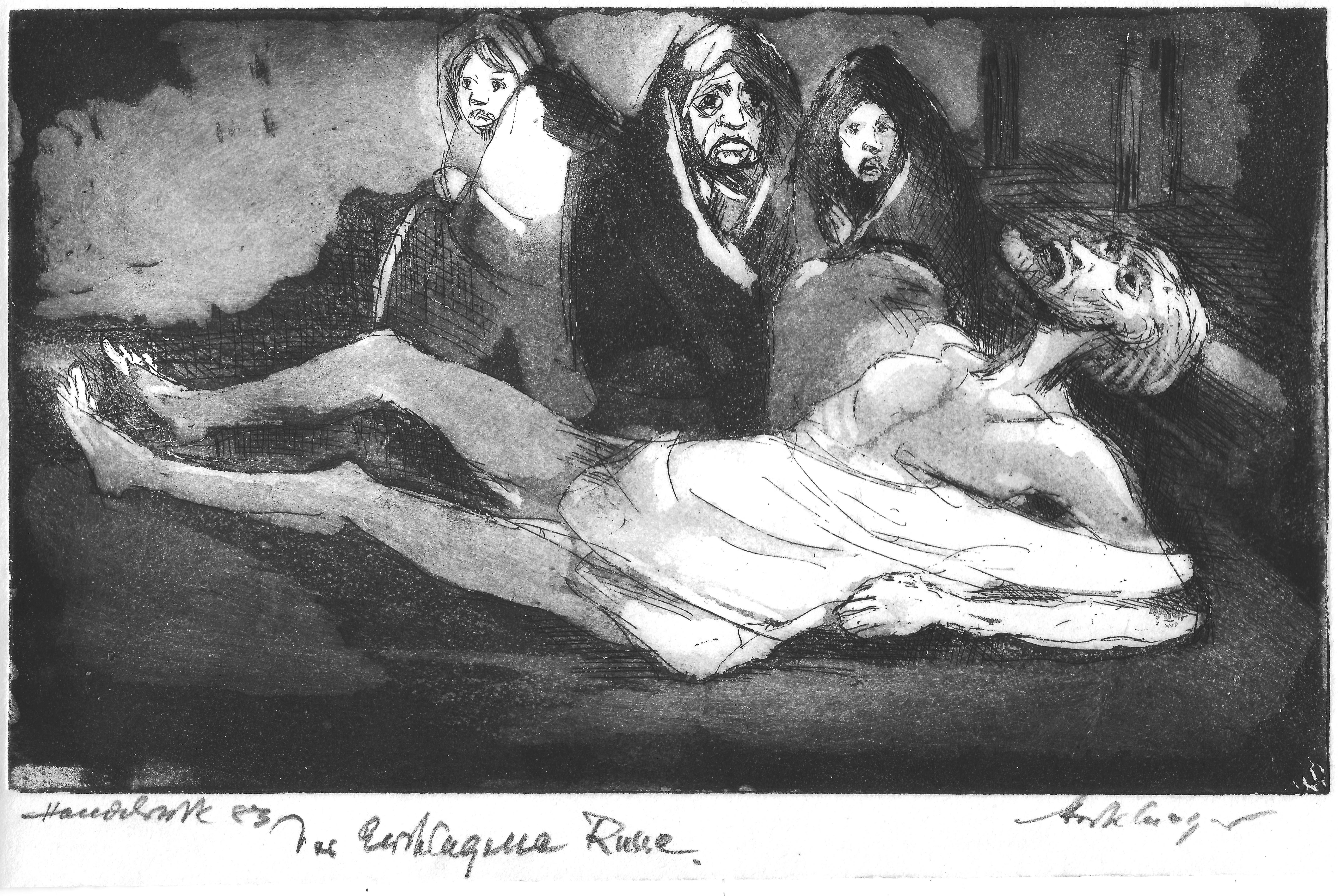
Georg Alfred Stockburger: Der erschlagene Russe (Lithografie, 1983)

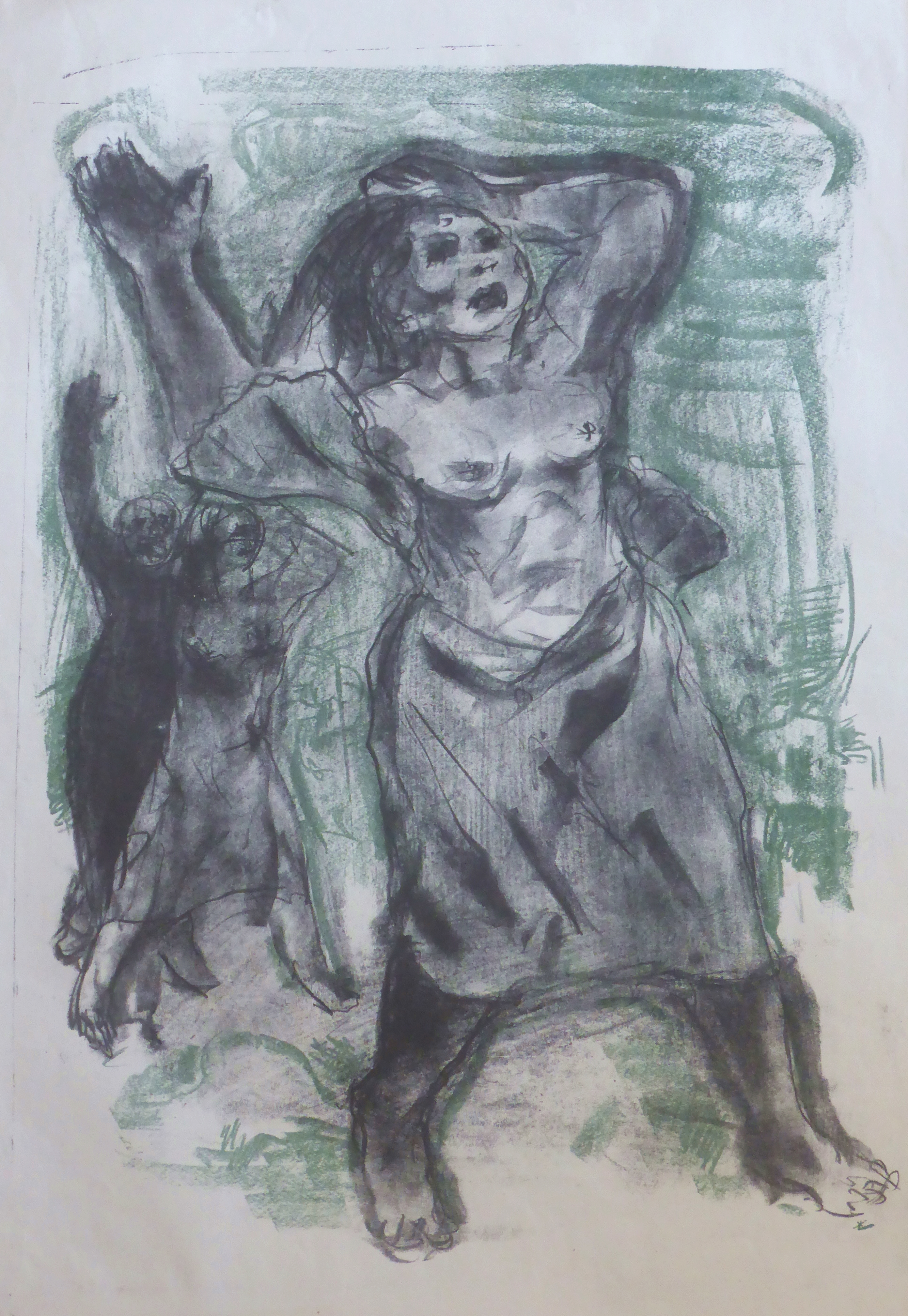
Georg Alfred Stockburger: Sich Ergeben (Lithografie, 1950er Jahre)

Nachdem Hitlerdeutschland am 1. September 1939 den Krieg gegen Polen begonnen hatte, wurde Stockburger daraufhin, kurz vor Abschluss seiner Promotion und seines Medizinstudiums, als Sanitätsunteroffizier eingezogen. Während eines Sonderurlaubes im Winter 1939/1940 beendete er in Tübingen sein Medizinstudium und erhielt am 23. Dezember 1940 seine Approbation als Arzt. Im Juni 1940 wurde er während des Westfeldzuges in der Gegend von Metz stationiert. Dort engagierte er sich für die französische Bevölkerung und richtete ein Seuchenlazarett ein. Am 18. September 1941 ließ er sich mit der Tübinger Fotografin Lore Eppensteiner geborene Henke ferntrauen. Am 21. Januar 1941 promovierte er mit der Dissertation Die Befriedigung des Vitaminbedarfs durch Zukost. Zehn Tage später wurde er als Arzt einer Pioniereinheit an die Ostfront im Norden Russlands abkommandiert. Hier begleitete er diese Einheit beim Vormarsch in den Raum Tichwin und sah das unbeschreibliche Leid, das der Zivilbevölkerung damals angetan wurde. „Während dieser Zeit betreute er viele kranke Russen, in denen er nicht Feinde, sondern wehrlose Mitmenschen erblickte.“ „Die Sinnlosigkeit des Krieges ging ihm nicht aus dem Kopf, und noch bis zu seinem Tode fesselte ihn vor allem eine Person: ein alter, blinder Russe mit einem Holzbein, bei dem er einquartiert war, und der von den deutschen Soldaten auf dem Rückzug erschossen wurde.“ Er hielt dies unendliche Leid in zahlreichen flüchtigen Skizzen fest. Nach Auflösung dieser Einheit erhielt er bis zum Ende des Krieges das medizinische Kommando eines Lazarettzuges. Er transportierte verwundete Soldaten von der Front zurück ins Deutsche Reich. Nach Not-Operationen, Amputationen oder dem Ausstellen von Totenscheinen zog er sich häufig für wenige Stunden in sein Abteil zurück und schnitzte aus dem Holz von Eisenbahnschwellen eindrucksvolle Figuren russischer Frauen und Männer, da er im Zug nicht malen konnte. Der Krieg in Russland wurde zu Stockburgers Trauma, das ihn sein ganzes weiteres Künstler- und auch sein biografisches Leben begleitete.
Am 2. Mai 1945 geriet Stockburger in Hard bei Bregenz in französische Kriegsgefangenschaft und wurde in Lindau interniert. Dort gab er an, als deutscher Militärarzt ein Kriegslazarett für 600 schwer verwundete und erkrankte französische Kriegsgefangene eingerichtet und 36 französische medizinische Fachkräfte zur Behandlung der Erkrankten „unter sein Kommando“ gestellt zu haben. Ein vormals beteiligter Oberstarzt der französischen Armee erkannte Stockburger wieder. Er wurde daraufhin am 21. Juni 1945 aus der Kriegsgefangenschaft entlassen.
In Bezug auf den ihm aufgezwungenen Kriegseinsatz gibt Stockburger im Mai 1941 folgendes in einem Brief kund: „Mir ist nicht nach Frühling zumute. Ich nehme […] die Haltung ein wie ein Tier, das sich zum Winterschlaf anschickt. Ich tue einfach nicht mit, denn ich müßte mich über das Grün der Bäume und der Wiesen freuen, aber ich will nicht. Ich streike aus Protest gegen das mir aufgezwungene Leben.“

### Nachkriegszeit

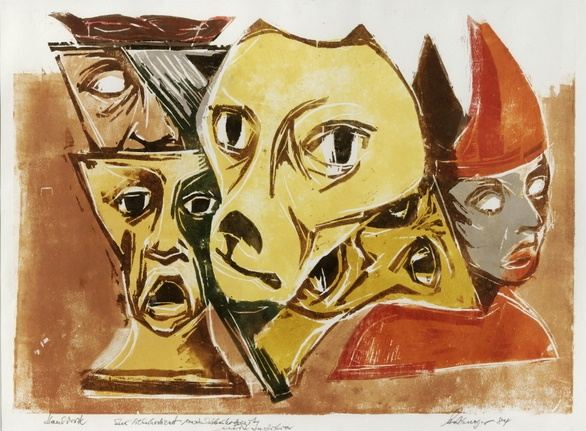
Georg Alfred Stockburger: Justiz / Kirche (Holzschnitt, 1984)

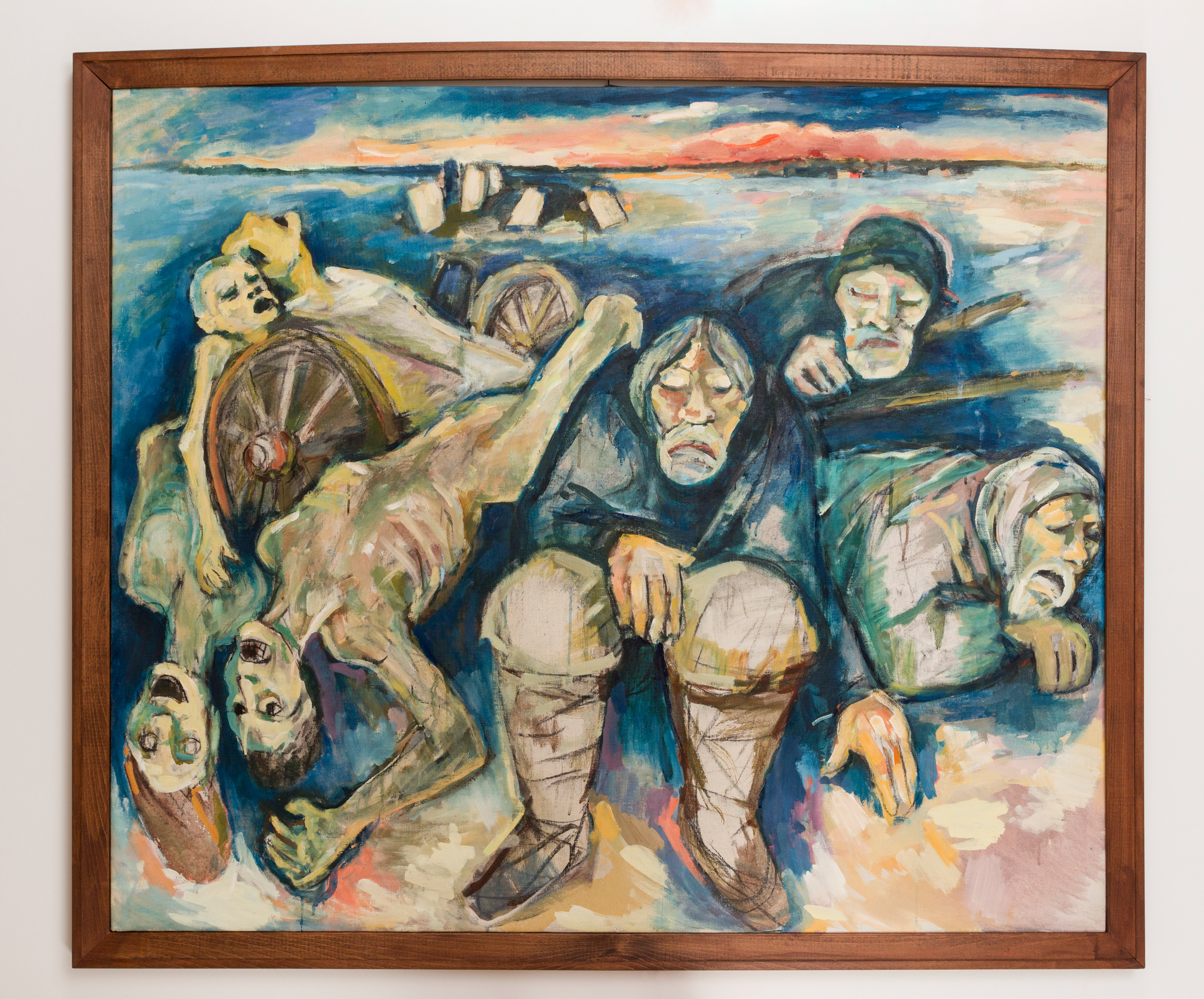
Georg Alfred Stockburger: Die Totengräber, 1985/1986 (fotografiert 2019 von Christoph Jäckle, Tübingen)

Aus der Kriegsgefangenschaft entlassen kehrte Stockburger in Begleitung seiner Frau krank zunächst ins Bläsibad bei Tübingen zurück, wo seine Frau eine Unterkunft gefunden hatte. Im September 1945 erhielt er die Genehmigung, sich als Arzt in Hirrlingen niederzulassen. 1952 zog die Familie (Stockburger mit Ehefrau Lore und mittlerweile drei Töchtern, Anna (* 1943), Katrin (1947–2024) und Cornelie (* 1948)) nach Tübingen um. Hier richtete Stockburger in einer Dreieinhalb-Zimmer-Wohnung in der Neuen Straße Wohnräume und Arztpraxis ein. Er konnte sogar in einer von den französischen Besatzern und Carlo Schmid, dem Chef der Verfassungsgebenden Versammlung in Bebenhausen, in der Alten Botanik der Universität Tübingen organisierten Ausstellung Moderne Kunst seine Bilder ausstellen. Diese hingen neben den Bildern weiterer „Vergessener“ wie Manfred Henninger, Gerth Biese, Heinrich Wägenbaur und Erna Ley-Dix. „Die ,Vergessenen’, wie die verfemten Künstler aus dem Dritten Reich später genannt wurden, […] hatten es nach 1945 alle schwer, wieder Fuß zu fassen: Man hatte zwar die Demokratie verordnet bekommen, […] die Gesinnung war aber bei vielen Zeitgenossen […] die Alte geblieben. […] Auf diese Art erlebten die „Vergessenen“ eine zweite Bestrafung: nach dem Boykott und Berufsverbot erfolgte nun ihre Nichtbeachtung in der breiten Öffentlichkeit.“ Zuweilen wurde diese Kunst dann nach dem Motto: „Das ist doch Geschmiere und keine Kunst“ von Teilen der Öffentlichkeit diffamiert. Der Kunsthistoriker Rainer Zimmermann etablierte später den Begriff „Verschollene Künstlergeneration“. Darüber hinaus waren, wie bei vielen anderen „verschollenen Künstlern“ ebenfalls, bedeutende Teile von Stockburgers Frühwerk in der Wohnung einer Berliner Bekannten bei Bombenangriffen vernichtet worden. 
Stockburger konnte als Vertreter dieser Verschollenen Generation seine Malerei nicht als Beruf, aber immerhin als Berufung leben: Am Abend wurde sein Sprechzimmer zu seinem Atelier. Seine Patienten konnten an der dort stehenden Staffelei das Werden neuer Bilder verfolgen. Hier setzte er seine russischen Skizzen in Bilder um. Es entstanden Werke wie Russische Bauern im Schnee oder Drei russische Frauen, die das Leid der russischen Bevölkerung im Krieg darstellten. Besonders genannt werden muss in diesem Kontext sein letztes, nicht mehr vollendetes Werk Die Totengräber (1985/1986). Stockburger legte seine persönlichen Gesichtszüge in einen der abgebildeten Totengräber (zweite Figur von rechts) und zeigte so seine tiefgehende Identifikation mit der am Krieg leidenden und sterbenden Kreatur. In der Schaffensphase dieses Bildes wurde Georg Alfred Stockburger dann selbst „der Malpinsel aus der Hand genommen.“ Dieses Bild ist in mancherlei Hinsicht ein Schlüsselbild Georg Alfred Stockburgers und generell ein hoch beeindruckendes Antikriegsbild oder besser ein Bild, das eindringlichst zum Frieden mahnt.

### Stockburger in Raum und Zeit

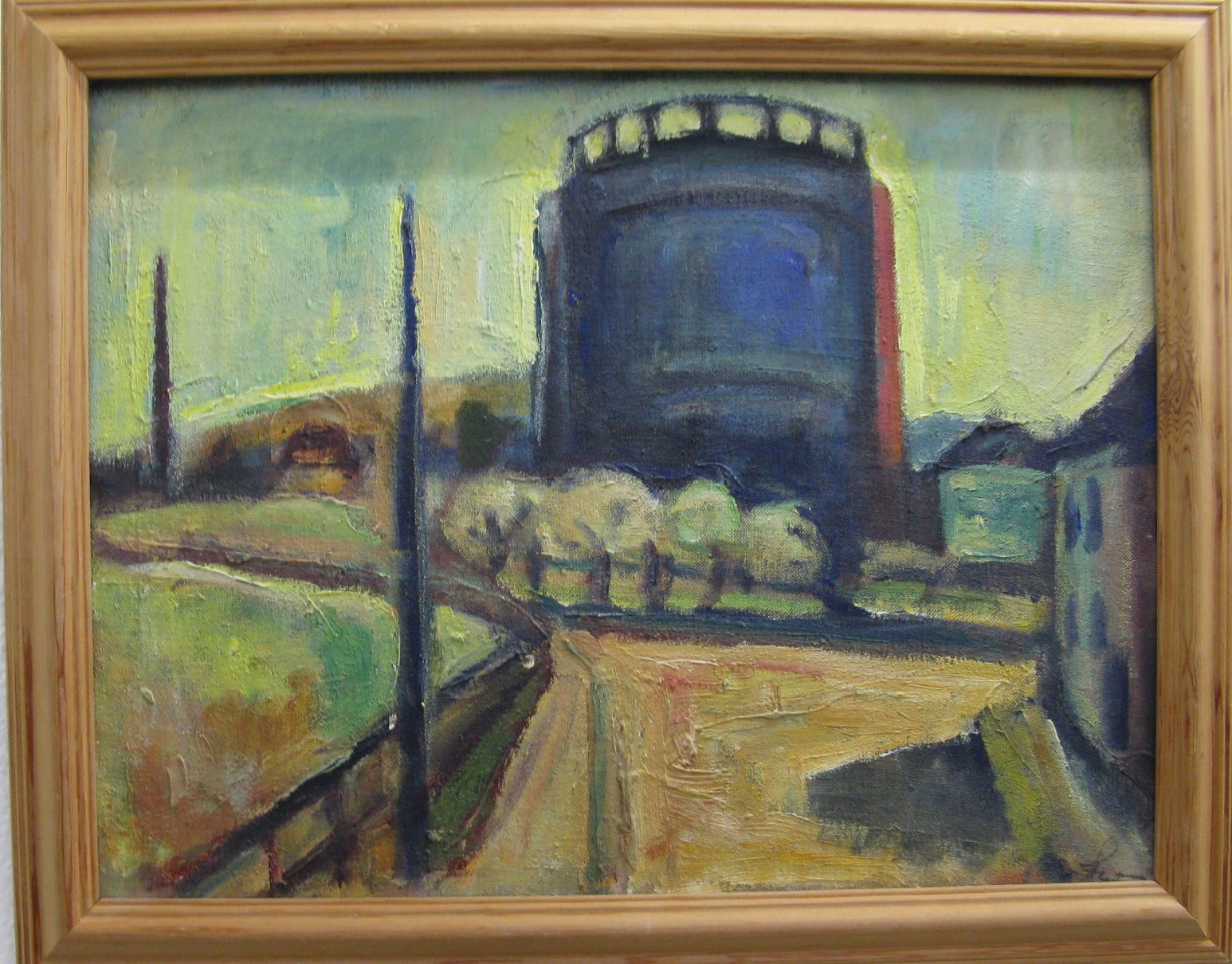
Georg Alfred Stockburger: Der (erste) Stuttgarter Gaskessel, 1934

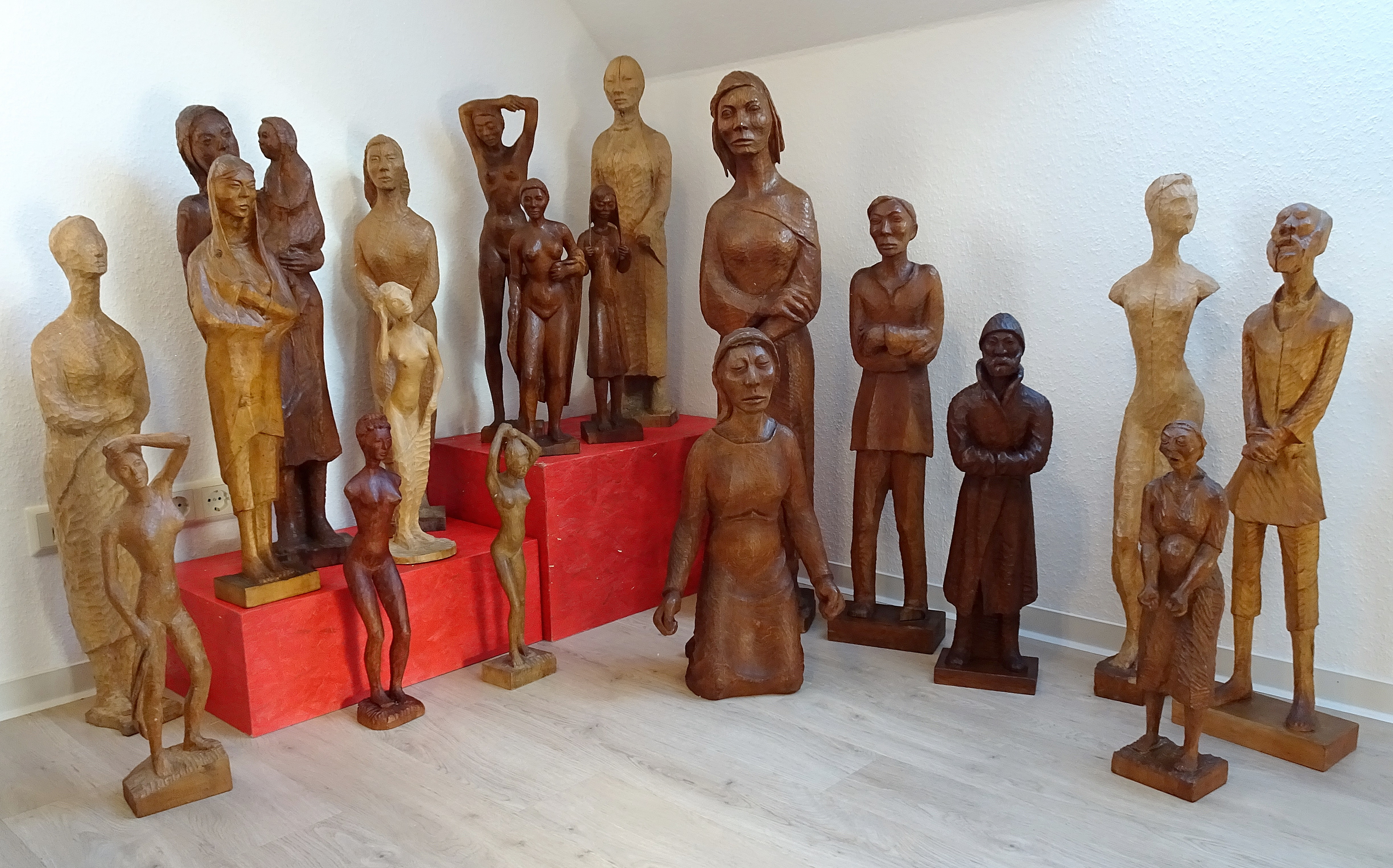
Georg Alfred Stockburger: Holzskulpturen – Gruppenbild

1934 von Berlin nach Stuttgart zurückgekehrt bekam Stockburger wohl eher zufällig und unbeabsichtigt für ein knappes Jahr ein städtisches Atelier am Heidlesäcker hinter der Villa Berg in unmittelbarer Nähe des Stuttgarter Gaskessels zur Verfügung gestellt. Diese technische Großanlage in seiner unmittelbaren Nachbarschaft faszinierte ihn. Er integrierte sie in ein Landschaftsbild. Häuser und Bäume im Vordergrund des Bildes „verzwergen“ gegen das stählerne Monstrum. Das Atelier wurde ihm wenig später genommen, da er nicht in die Reichskulturkammer eintrat und auch kein öffentliches Bekenntnis zum Dritten Reich ablegte. Das Bild „Schwäbische Landstraße“ stammt aus seiner Zeit von 1945 bis 1952 als Landarzt in Hirrlingen und zeigt in expressionistischer Weise eine schwäbische Obstbaumallee. Seit 1952 erarbeitete sich Stockburger unter Anleitung seiner Freunde aus der Schulzeit Ugge Bärtle und Erich Mönch, der Koryphäe der Lithografie schlechthin, in Mönchs Werkstatt in Unterjesingen lithografische und generelle Drucktechniken. Nach dem Umzug in sein neues Haus in der Hartmeyerstraße in Tübingen im Jahr 1963 richtete er sich dort ein Druckatelier ein. Die Arztpraxis verblieb in der Neuen Straße. Die immer wieder überarbeiteten Fassungen des Holzschnittes „Pendler auf der Tübinger Neckarbrücke“ offenbaren nach dem Kunsthistoriker Axel von Criegern Stockburgers typischen Wesenszug des Nie-Abschließen-Könnens und des Immer-auf-dem-Weg-Seins genauso wie die lebenslange künstlerische Beschäftigung mit dem menschlichen Leiden. Nach Aufgabe seiner Praxis im Jahr 1972 widmete sich der 65-jährige Stockburger voll der Malerei. In dieser Zeit waren ihm noch einige Reisen in den mediterranen Süden (Ischia, Tunesien, Sardinien) vergönnt. Ihr künstlerischer Ertrag waren farbenfrohe Bilder wie der Hafen von Ischia (1970) oder die Lithografie Paar mit grüner Ziege (1976), die ein tunesisches Beduinenpaar mit einer grünen Ziege abbildet.
Gegen Ende seines Lebens machte sich Stockburger, der an einer Krebserkrankung im Kieferbereich litt, immer häufiger an die Umgestaltung seiner eigenen Werke. Er übermalte eine nicht unerhebliche Anzahl seiner Bilder und löschte auch bei einem Teil seiner russischen Holzfiguren deren individuelle Gesichtszüge aus. „Wir sahen das nicht gern, und verstanden haben wir es bis heute nicht,“ äußert sich Tochter Katrin Stockburger hierzu. Stockburger starb am 5. April 1986 in Tübingen an seinem Krebsleiden.

## Vermächtnis

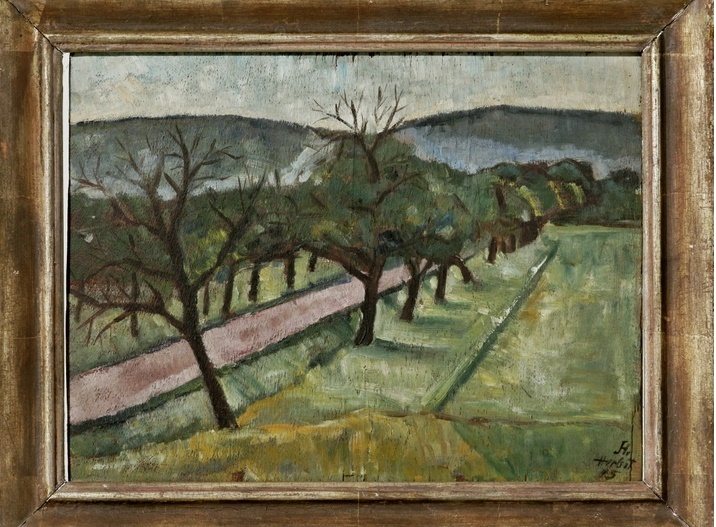
Georg Alfred Stockburger: Schwäbische Landstraße, 1945

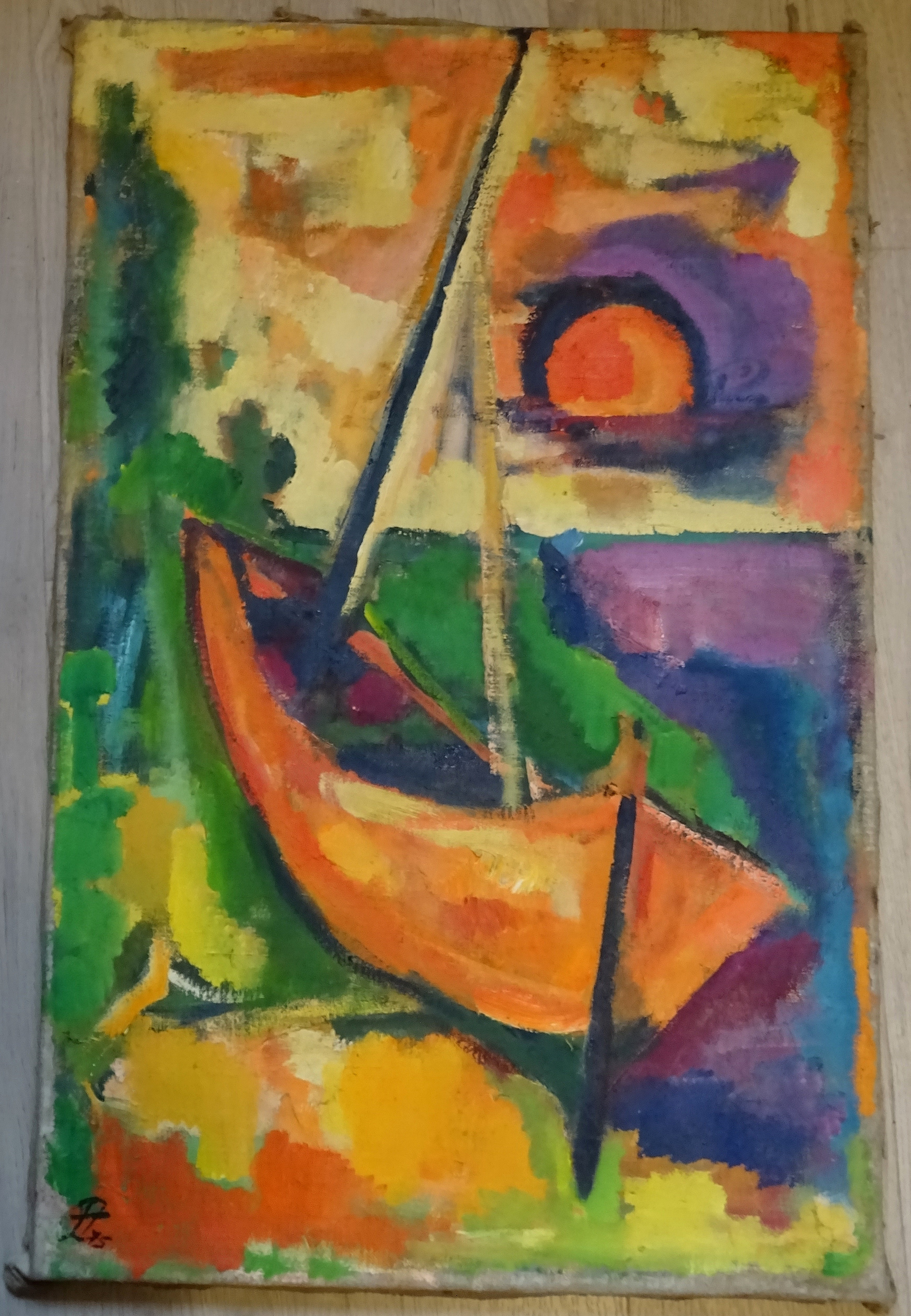
Kahn vor Seelandschaft, 1975

„Stockburger war als Arzt bei seinen Patienten hoch beliebt. Als Künstler verkaufte er fast nichts. Er verschenkte seine Werke an Menschen, die ihm etwas bedeuteten, von denen er sich verstanden fühlte oder die ihm einen Gefallen getan hatten.“ Auf diese Weise erlangte beispielsweise der Tübinger Richter Burkhardt Stein von seinem langjährigen Hausarzt, mit dem er sich oft lange über Kunst und/oder seine Kriegserlebnisse unterhalten hatte, einige Holz- und Kupferstiche, so auch „Justiz / Kirche“ von 1984. 2014 schenkte Stein seine Sammlung von 27 Stockburger-Bildern der Gemeinde Kusterdingen, um den wohl „bedeutendsten vergessenen Künstler des Expressionismus“ wieder für die Öffentlichkeit ins Blickfeld holen. Den größten Teil der von G. A. Stockburger hinterlassenen Bilder und Skulpturen verwahrte seine Tochter Katrin Stockburger bis zu ihrem Tod im Februar 2024 in Tübingen. Danach stellte ihre Schwester Anna Latz verschiedenen Museen wie dem Stadtmuseum Tübingen, der Städtischen Galerie Böblingen, dem Museum Kunst der Verlorenen Generation in Salzburg und dem Museum Berlin-Karlshorst Werke von G. A. Stockburger dauerhaft zur Verfügung.
Stockburger hat zu allen Zeiten auch harmonische, lebensbejahende Bilder geschaffen, „doch bleibt die Darstellung der Schrecken des Krieges seine herausragende Leistung. Mit dem Krieg haben sich viele Künstler auseinandergesetzt. Es gibt jedoch gewiss nicht viele, die so nachdrücklich die Parteinahme für das eigene kriegführende Land verweigerten und sich mit dem Kriegsgegner identifizierten.“ Die ausschließliche Darstellung der Opfer – Stockburger malte so gut wie nie einen Soldaten – negiert die für den Krieg Verantwortlichen. Alles ist in die Not und das Leiden der Opfer hineingezeichnet und hineingemalt. Stockburger brachte so der russischen Zivilbevölkerung zunächst als Arzt und dann ein Künstlerleben lang in eindrucksvollen Werken „Feindesliebe“ entgegen. „Möglicherweise ist Stockburger damit wirklich einzigartig.“

## Ausstellungen

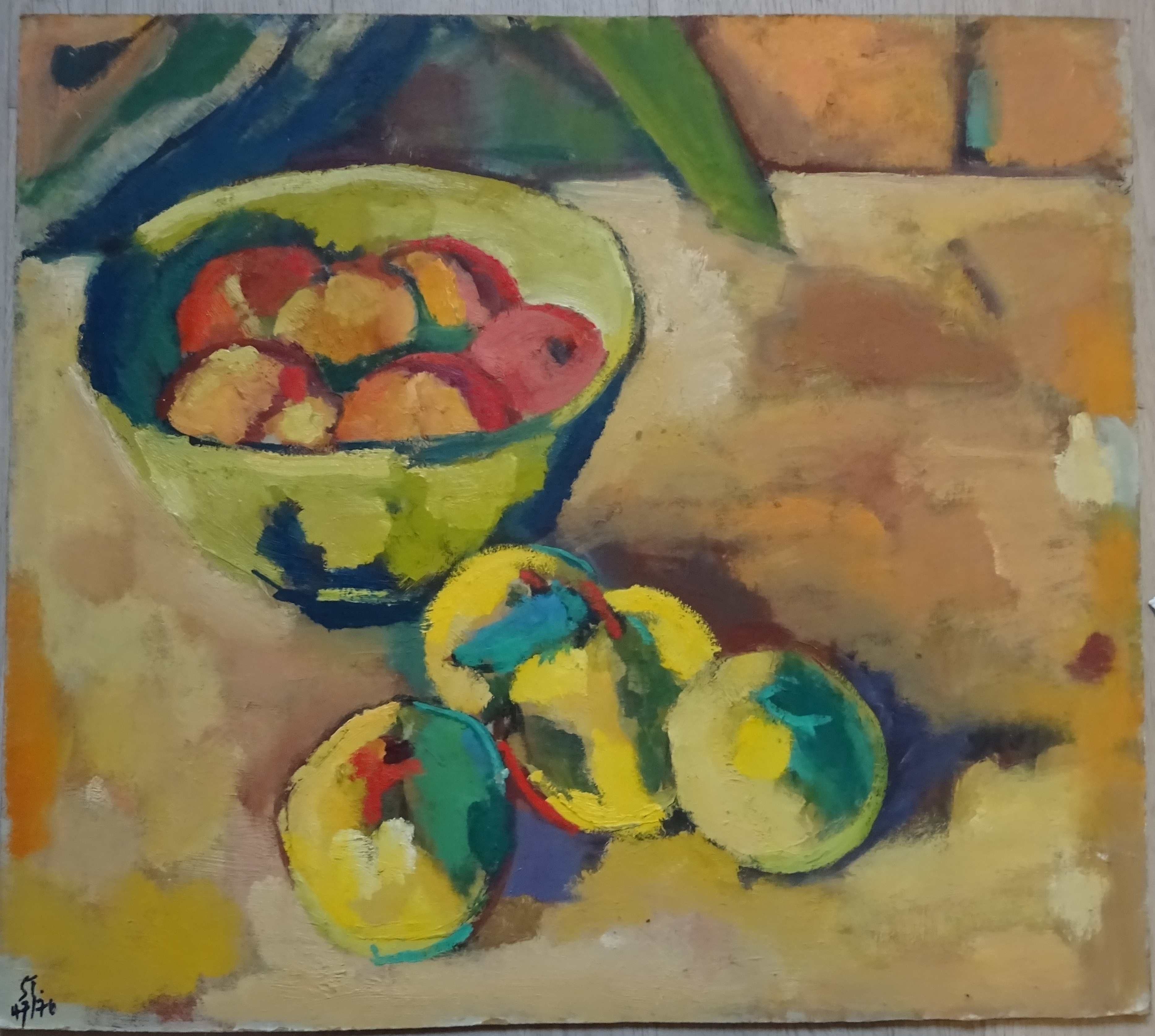
Georg Alfred Stockburger: Stillleben

- 1928 Teilnahme an der Ausstellung des Deutschen Künstlerbundes (in Hannover, auf Empfehlung der Juroren Emil Nolde und Karl Hofer)
- 1929 Teilnahme an der Ausstellung der Stuttgarter Sezession und der Münchener Neuen Sezession (6. Ausstellung der Stuttgarter Sezession; 30. März bis 9. Mai 1929, Neues Kunstgebäude am Schloßgarten, Stuttgart)[32]
- 1930 Teilnahme an der Ausstellung der „Stuttgarter Juryfreien“ (in Stuttgart)
- 1930 Teilnahme an einer Sonderausstellung des Deutschen Künstlerbundes (in Stuttgart)[32]
- 1930 (Eröffnung 19. Juni 1930) Teilnahme an der Ausstellung „Freie Kunstschau Berlin 1930“ im Haus der Juryfreien (Platz der Republik 4, Berlin)
- 1930 (22. November – 21. Dezember) Teilnahme an der „Kunstblatt“-Ausstellung im Reckendorfhaus, Hedemannstrasse 24, Berlin (Diese Ausstellung wurde 1931 in einer Reihe weiterer deutscher Städte gezeigt, u. a. im Kunstverein Frankfurt a. M. (Januar), in Kassel (Februar), in Köln (März, April) und im Staatlichen Museum Saarbrücken (Mai).)
- 1932 Teilnahme an der Kollektivausstellung der Stuttgarter Sezession (7. Ausstellung der Stuttgarter Sezession; 14. Mai bis 25. Juni 1932 im Neuen Kunstgebäude im Schloßgarten, Stuttgart)[32]
- 1947 Teilnahme an der ersten Ausstellung der neugegründeten Stuttgarter Sezession (4. Oktober bis November 1947 in den Räumen des Württembergischen Kunstvereins im Künstlerhaus Sonnenhalde, Stuttgart)[32]
- 1948 Teilnahme an der Ausstellung des Tübinger Künstlerbundes (in Calw)[33],
- 1980 Ausstellung Graphiken und Zeichnungen von Georg Alfred Stockburger (Juli 1980, Galerie Altes Schlachthaus Tübingen)[33]
- 1987 Exponate von G. A. Stockburger in der Ausstellung „Wesentliche Arbeiten der Stuttgarter Sezession von 1923 bis 1947“ (in Böblingen)[34]
- 1988 Stockburger: Gedächtnis-Ausstellung. (25. November 1988 – 11. Dezember 1988 im Rathaus Kusterdingen)
- 1989 Evangelische Akademie Bad Boll: „Sehen – Erinnern – Umdenken, Russische Passionen in Bildern von Alfred Georg Stockburger 1907–1986“ (Innerhalb der Tagung: Damit Verständigung  verlässlich wird. Ost und West vor den Fragen gemeinsamer Sicherheit in Europa. Tagung vom 27. bis zum 29. Januar 1989)
- 2015 Georg Alfred Stockburger. Gegen das Vergessen. (12. April 2015–17. Mai 2015 in Kusterdingen-Jettenburg; Ausstellungsende vom 10. auf den 17. Mai verschoben.)
- 2019/2020 Neuanfang?! Kunst und Kulturpolitik der 1950er Jahre in Tübingen. (16. November 2019–22. März 2020, Ausstellung im Stadtmuseum Tübingen unter anderem mit Werken von Georg Alfred Stockburger.)

### Kataloge und Monographien
- Georg Alfred Stockburger. Gegen das Vergessen, hrsg. von Gemeinde Kusterdingen, Arbeitskreis Kunst im Rathaus Kusterdingen, Katalog zur Ausstellung in der Galerie Kunstraum Härten in Kusterdingen-Jettenburg vom 12. April bis zum 10. Mai 2015, Kusterdingen 2015
- Katrin Stockburger: Stockburger: Gedächtnis-Ausstellung im Rathaus Kusterdingen, 25. November bis 11. Dezember 1988, hrsg. von Gemeinde Kusterdingen, Arbeitskreis Kunst im Rathaus, Reutlingen 1988
- Hans-Dieter Mück, Harry Schlichtenmaier: Stuttgarter Sezession, Ausstellungen 1923–1932, 1947. Hrsg. vom Kulturamt der Stadt Böblingen, Galerie Schlichtenmaier, zwei Bände, Böblingen, Grafenau 1987, ISBN 3-89298-009-8.
  - Band 1, Textband mit verschiedenen Erwähnungen von G. A. Stockburger (Teilnahme an Ausstellungen etc., S. 182 f. Kurze Vita von G. A. Stockburger im Künstlerverzeichnis des Katalogs, Auflistung Teilnahmen an Sezessionsausstellungen, Werkzusammenstellung)
  - Band 2, Bildband, S. 186–190, dort fünf Werkabbildungen von G. A. Stockburger (zwei kubistische Selbstporträts von 1929, Frau vor dem Spiegel 1928, Selbstporträt 1928, Musikstilleben um 1930)
- Universitätsstadt Tübingen, Stadtmuseum Tübingen, Evamarie Blattner, Wiebke Ratzeburg (Herausgeber): Neuanfang?! Kunst und Kulturpolitik der 1950er Jahre in Tübingen (Publikation zur Kunstausstellung vom 16. November 2019 bis 22. März 2020 im Stadtmuseum Tübingen). Darin auf S. 212–218: Patrick Müller: Georg Alfred Stockburger: Kunst als Berufung mit Konsequenz und Leidenschaft (mit sieben Fotografien von Werken Georg Alfred Stockburgers von Christoph Jäckle, Tübingen).
- Ausstellungskatalog Freie Kunstsschau Berlin 1930 (mit einem Selbstbildnis Stockburgers), Berlin 1930, Druck Gebr. Mann, Berlin

### Zeitungsartikel
- Wilhelm Triebold: Einzelgänger aus Prinzip. – Der Tübinger Arzt und Maler Alfred Georg Stockburger hinterließ ein umfangreiches Werk und seine Tochter hütet es. In: Schwäbisches Tagblatt, 26. Februar 2020
- Birgit Vey: Maler des Menschlichen. Die Galerie Kunstraum Haerten in Jettenburg würdigt den 1986 gestorbenen Georg Alfred Stockburger. In: „Reutlinger Generalanzeiger“, 15. April 2015
- Fabian Renz: Der Künstler, der Arzt wurde. Eine Ausstellung in der Galerie Kunstraum Härten zeigt Bilder des Malers Georg Alfred Stockburger. In: „Schwäbisches Tagblatt“, 13. April 2015
- Ines Stöhr: Von Kriegserlebnissen stark geprägt, Gegen das Vergessen: Arbeitskreis holt Werke des Wankheimer Malers Stockburger auf die Härten. In: „Reutlinger Generalanzeiger“, 8. April 2015
- Ulrike Pfeil: Georg Alfred Stockburger, Ein Künstler im Schatten, Als Moderner blieb er beim Gegenständlichen, in: Schwäbisches Tagblatt, 21. Januar 2015
- Ines Stöhr: Gegen das Vergessen von Alfred Stockburger. In: „Reutlinger Generalanzeiger“, 10. Oktober 2014
- Siegbert Zurheide: Ein Tier, das sich zum Winterschlaf anschickt: Leiden und Leben des Tübinger Maler-Arztes Georg Alfred Stockburger. In: „Tübinger Blätter“, 76. Jahrgang, 1989, S. 49–50
- Absolut nicht engagementfrei, Der Maler Alfred Georg Stockburger im Rathaus von Kusterdingen (zur Stockburger-Ausstellung 1988 im Rathaus Kusterdingen). In: „Stuttgarter Zeitung“, 7. Dezember 1988
- Axel von Criegern: Vom Zeitgeist fallengelassen, Im Kusterdinger Rathaus: Stockburger-Ausstellung eröffnet. In: „Reutlinger Generalanzeiger“, 28. November 1988
- Malend das Leid bewältigt. Gedächtnis-Ausstellung für Alfred Georg Stockburger in Kusterdingen. In: „Südwest Presse“, 8. November 1988
- Berufung neben dem Beruf, Zum Tode des Arztes und Malers Alfred Georg Stockburger. In: „Südwest Presse / Schwäbisches Tagblatt“, 8. April 1986
- C. F. Drewitz: Württembergischer Kunstverein: Künstler, Kunst und Beschauer, Versuch eines neuen Weges zur Kunst. In: Stuttgarter NS-Kurier, mit Stellungnahmen der Maler Rudolf Müller und Georg Alfred Stockburger, Oktober 1934 (Kopie ohne Angabe des genauen Erscheinungsdatums. Der Kulturredakteur Drewitz des Stuttgarter NS-Kurier fordert nicht-linientreue junge Künstler zu einer Stellungnahme zu ihren künstlerischen Absichten auf.)
- Stuttgarter Sezession – Ausstellungseröffnung 1932. In: Schwäbische Tagwacht, Samstag, 14. Mai 1932 (mit einer kurzen Erwähnung von Stockburger; siehe hier.)
- Karl Konrad Düssel: Stuttgarter Sezession – Ausstellung 1932. in: Stuttgarter Neues Tagblatt, Samstag, 11. Juni 1932 (mit einer ausführlichen Besprechung der ausgestellten Stockburger Bilder; siehe hier.)
- Verschiedene Kritiken zu Ausstellungsbeteiligungen von Georg Alfred Stockburger von 1928 bis in die späten 1960er Jahre, deren genauer Erscheinungsort teilweise noch nicht geklärt ist: Stockburger-Kritiken im Wortlaut

### Sonstiges
- Ulrich Hägele: Georg Alfred Stockburger 1907–1986, Rede zur Ausstellungseröffnung in der Galerie Kunstraum Härten in Kusterdingen-Jettenburg am 12. April 2015
- Brigitte Reinhardt: Interview mit Georg Alfred Stockburger anlässlich der Vorbereitung einer Ausstellung zum 100. Geburtstag von Reinhold Nägele in der Galerie der Stadt Stuttgart (heute:Kunstmuseum Stuttgart), Redigiert und mit erläuternden Fußnoten versehen von Anna Latz, Abschrift, 1984. (22 Seiten. In diesem Interview gibt der damals 77 Jahre alte und schwer kranke Georg Alfred Stockburger der Kunsthistorikerin Brigitte Reinhardt (* 1944) neben den Informationen zu Reinhold Nägele, der wie Stockburger Mitglied der Stuttgarter Sezession und der Stuttgarter Neuen Sezession war, wichtige Informationen über seinen eigenen Werdegang, die sonst nirgendwo festgehalten sind.)
- Film „Stockburger – Ausstellung des Tübinger Kunstvereins“ (ZDF, 2 Minuten, Juli 1980)

## Einzelnachweise

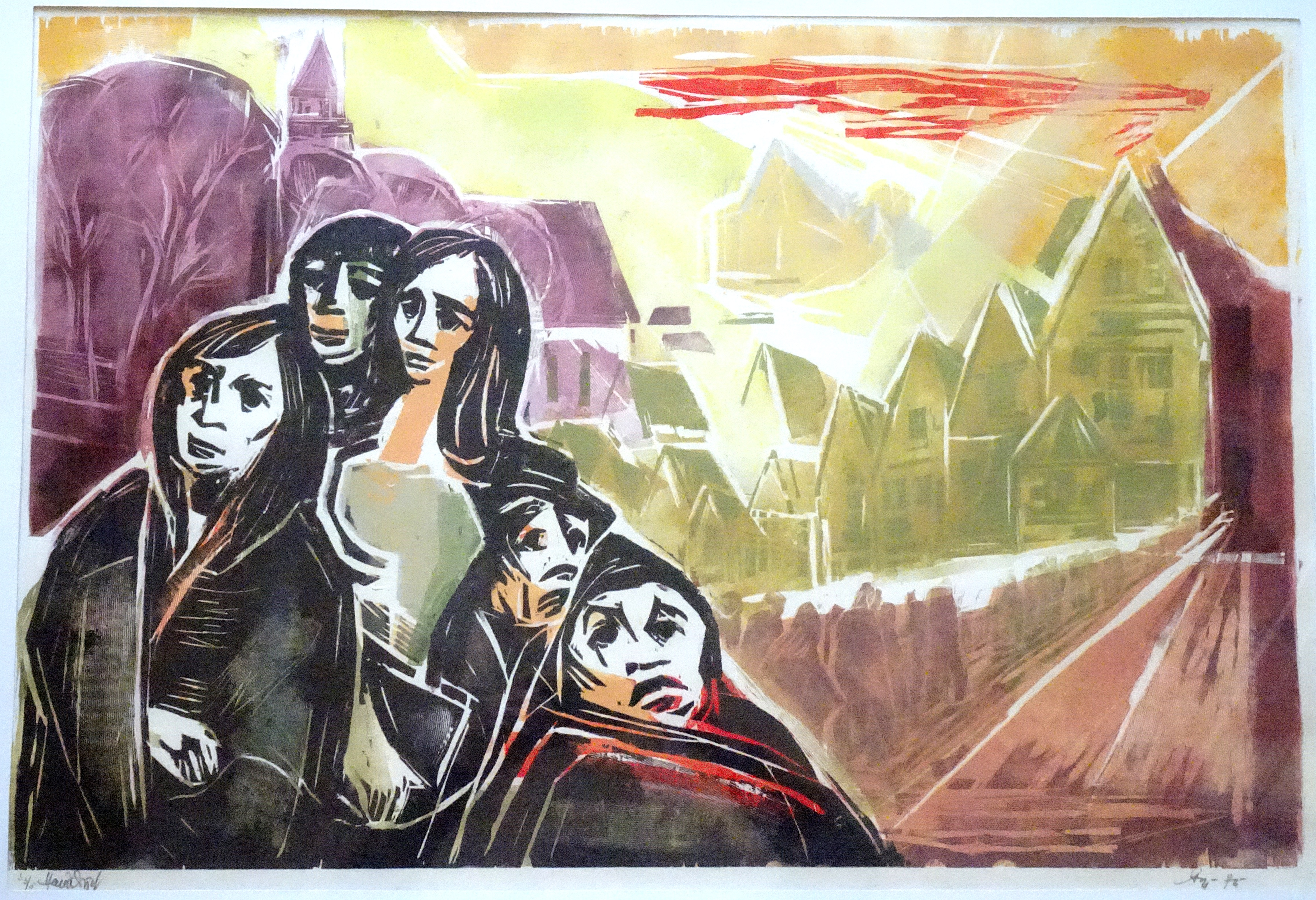
Georg Alfred Stockburger: Pendler auf der Tübinger Neckarbrücke

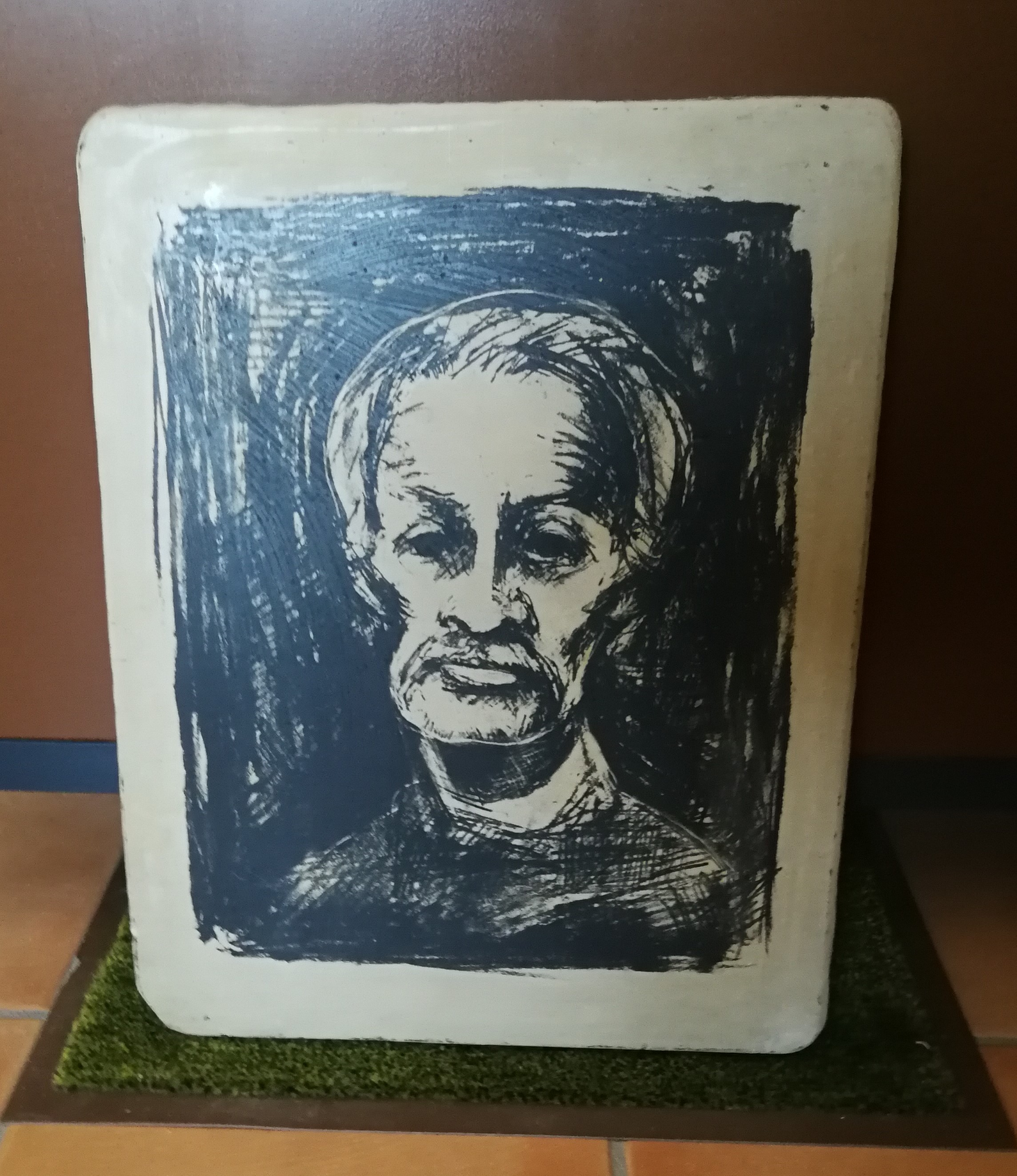
Georg Alfred Stockburger: Spätes und letztes Selbstbildnis des Malers um 1981 auf einer Lithografieplatte